# Mistrzostwa Świata w Lekkoatletyce 2009 – rzut młotem mężczyzn
Rzut młotem mężczyzn to jedna z konkurencji rozegranych podczas XII mistrzostw świata w lekkoatletyce.
Wymagane minimum A do udziału w mistrzostwach świata wynosiło 77,50 m, natomiast minimum B - 74,30 m.
Eliminacje odbyły się 15 sierpnia 2009, zaś finał rozegrano 17 sierpnia 2009.

## Rekordy
W poniższej tabeli przedstawione są rekord świata, rekord mistrzostw świata, rekord Polski oraz rekordy poszczególnych kontynentów z dnia 12 sierpnia 2009 roku.
| Rekord świata                                  | Jurij Siedych      | 86,74 | Stuttgart, RFN      | 30 sierpnia 1986 |
| Rekord mistrzostw świata                       | Iwan Cichan        | 83,89 | Helsinki, Finlandia | 8 sierpnia 2005  |
| Listy światowe                                 | Krisztián Pars     | 81,43 | Veszprém, Węgry     | 25 kwietnia 2009 |
| Rekord Polski                                  | Szymon Ziółkowski  | 83,38 | Edmonton, Kanada    | 5 sierpnia 2001  |
| Rekord Afryki                                  | Chris Harmse       | 80,63 | Durban, RPA         | 15 kwietnia 2004 |
| Rekord Azji                                    | Kōji Murofushi     | 84,86 | Praga, Czechy       | 29 kwietnia 2003 |
| Rekord Ameryki Północnej, Środkowej i Karaibów | Lance Deal         | 82,52 | Mediolan, Włochy    | 7 września 1996  |
| Rekord Ameryki Południowej                     | Juan Ignacio Cerra | 76,42 | Triest, Włochy      | 25 lipca 2001    |
| Rekord Europy                                  | Jurij Siedych      | 86,74 | Stuttgart, RFN      | 30 sierpnia 1986 |
| Rekord Australii i Oceanii                     | Stuart Rendell     | 79,29 | Varaždin, Chorwacja | 6 lipca 2002     |

## Kwalifikacje
Grupa A Eliminacje odbyły się 15 sierpnia o 12:00
| Pozycja | Zawodnik               | #1    | #2    | #3    | Uwagi |
| ------- | ---------------------- | ----- | ----- | ----- | ----- |
| 1       | Szymon Ziółkowski      | 77,89 |       |       | Q     |
| 2       | Siergiej Litwinow      | 77,68 |       |       | Q     |
| 3       | Primož Kozmus          | 77,55 |       |       | Q     |
| 4       | Igor Winiczenko        | 77,54 |       |       | Q     |
| 5       | Nicola Vizzoni         | 76,61 | X     | 76,95 | q     |
| 6       | András Haklits         | 75,50 | 76,39 | 75,73 | q     |
| 7       | Dilszod Nazarow        | 73,84 | 74,73 | 75,83 | q     |
| 8       | Ali Mohamed Al-Zinkawi | X     | 73,82 | 75,10 |       |
| 9       | Olli-Pekka Karjalainen | X     | 73,25 | 74,09 |       |
| 10      | Mohsen El Anany        | 71,42 | 72,68 | 72,05 |       |
| 11      | Michael Mai            | 72,58 | X     | 67,47 |       |
| 12      | Jury Szajunou          | 71,37 | X     | X     |       |
| 13      | A.G. Kruger            | 67,40 | X     | 70,19 |       |
| 14      | Artem Rubanko          | X     | 69,81 | x     |       |
| 15      | Ainārs Vaičulens       | 65,70 | 66,89 | X     |       |
| 16      | Amanmurad Hommadov     | 57,39 | 56,46 | X     |       |
|         | Chris Harmse           | X     | X     | X     | NM    |

Grupa B eliminacje odbyły się 15 sierpnia o 13:40
| Pozycja | Zawodnik                 | #1    | #2    | #3    | Uwagi |
| ------- | ------------------------ | ----- | ----- | ----- | ----- |
| 1       | Krisztián Pars           | 72,94 | 78,68 |       | Q     |
| 2       | Pawieł Krywicki          | 70,70 | 72,14 | 77,85 | Q     |
| 3       | Markus Esser             | 76,81 | 76,61 | X     | q     |
| 4       | Libor Charfreitag        | 69,71 | 75,39 | 76,29 | q     |
| 5       | Aleksiej Zagorny         | 75,38 | 74,93 | 73,75 | q     |
| 6       | Lukáš Melich             | 74,40 | 72,98 | 74,47 |       |
| 7       | Thomas Freeman           | 71,38 | 74,19 | 72,58 |       |
| 8       | Igors Sokolovs           | 73,96 | 73,97 | 73,12 |       |
| 9       | David Soderberg          | 73,69 | 73,14 | 73,56 |       |
| 10      | Jérôme Bartoluzzi        | X     | 73,09 | 70,69 |       |
| 11      | Ołeksij Sokyrskyj        | 70,67 | X     | 72,56 |       |
| 12      | Alexandres Papadimitriou | X     | X     | 72,02 |       |
| 13      | Javier Cienfuegos        | 69,60 | 71,63 | 72,01 |       |
| 14      | Dzmitry Szako            | 71,80 | 70,57 | X     |       |
| 15      | Eşref Apak               | X     | 70,70 | X     |       |
| 16      | Juan Ignacio Cerra       | 66,77 | 67,98 | 69,37 |       |
| 17      | Bergur Igni Petursson    | 67,32 | 68,62 | X     |       |

## Finał
Finał odbył się 17 sierpnia o 18:05
| Pozycja | Zawodnik          | #1    | #2    | #3    | #4    | #5    | #6    | Uwagi |
| ------- | ----------------- | ----- | ----- | ----- | ----- | ----- | ----- | ----- |
|         | Primož Kozmus     | 75,14 | 79,74 | 77,21 | 79,28 | 80,15 | 80,84 | SB    |
|         | Szymon Ziółkowski | 77,44 | 79,30 | 77,85 | 77,66 | 78,09 | 76,89 | SB    |
|         | Aleksiej Zagorny  | 76,11 | X     | 77,42 | X     | 75,11 | 78,09 |       |
| 4       | Krisztián Pars    | 75,51 | X     | X     | 77,45 | X     | X     |       |
| 5       | Siergiej Litwinow | 74,50 | 74,49 | 75,88 | 76,58 | 76,00 | 74,45 |       |
| 6       | Markus Esser      | 68,07 | 76,27 | 74,07 | X     | X     | X     |       |
| 7       | András Haklits    | 72,60 | 75,12 | 75,09 | X     | 74,82 | 76,26 |       |
| 8       | Pawieł Krywicki   | 73,72 | X     | 72,73 | X     | X     | 76,00 |       |
| 9       | Nicola Vizzoni    | X     | X     | 73,70 |       |       |       |       |
| 10      | Libor Charfreitag | X     | 72,63 | X     |       |       |       |       |
| 11      | Dilszod Nazarow   | X     | X     | 71,69 |       |       |       |       |
|         | Igor Winiczenko   | X     | X     | X     |       |       |       | NM    |